# Улица Горького (Салават)
Улица Горького (башк. Горький урамы) — улица в старой части города Салавата.

## История
Застройка улицы началась в 1949 году. Улица названа в честь писателя Максима Горького. Первоначальное название улицы — Молодёжная. 
Улица застроена в основном кирпичными 2-этажными домами.
По программе переселения из ветхого жилого фонда по улице Горького подлежат сносу дома №47/2, 49, 51, 51а, 53, 53а.
В д. 16а (20 картал) по улице Горького находилась котельная, котельную переделали под лекционный за, потом - под Дом тяжелой атлетики. До постройки ДК Нефтехимик в здании был центр культурно досуга салаватской молодежи.

## Трасса
Улица Горького начинается от улицы Уфимской и заканчивается на улице Монтажников. Пересекает улицы Речная, Пугачёва, Первомайская, Гафури, Пушкина, Чапаева, Колхозная.

## Транспорт
По улице Горького маршрутные такси и автобусы не ходят.
В 50-60 года по улице ходил автобус №4 от Мусино до базара.

## Примечательные здания и сооружения
- Колхозный рынок
- Школа №22
- Больница СМЗ
- ПТУ №19[2]

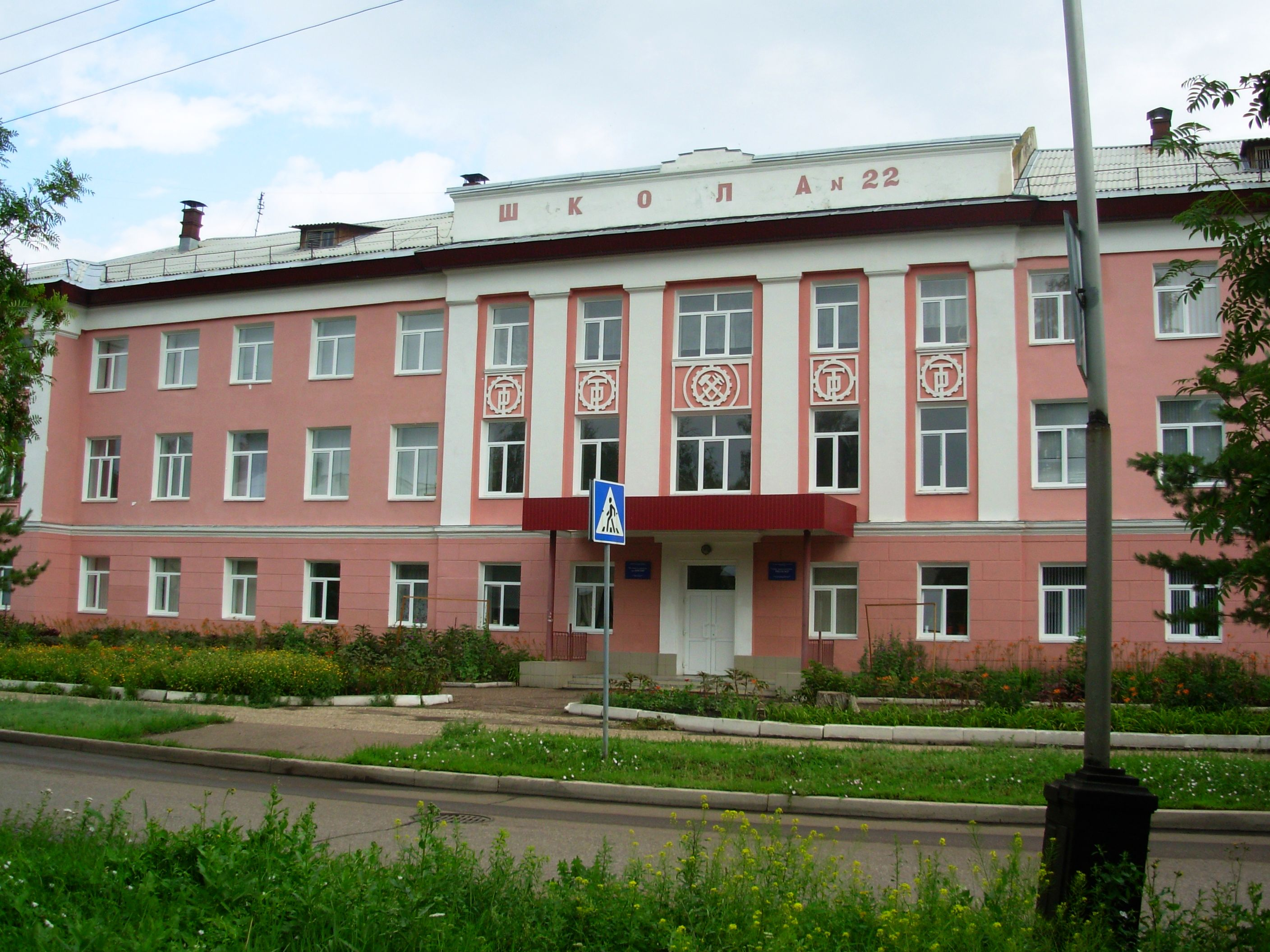
Школа №22

- Филиал МИСИ (располагается в здании бывшего детского сада)
- Парк имени А.М. Горького. В парке работал фонтан, по 3 стороны от фонтана в глубине парка стояли статуи Горького[3], пионер, девушка с веслом. В 2011 году от памятников остался только большой постамент.
- д. 3 Оформление дотаций на жилье, коммунальные услуги населению. Бывшая школа №10.

### Памятники
- Горькому (снесен)
- Памятные доски студентам ПТУ-19, погибшим в военных конфликтах: Трубанову Владимиру Евгеньевичу, Бабикову Вячеславу Николаевичу[4],

Каримову Радику Ренатовичу, Бочкареву Александру Петровичу в 1995-1998 годах..

## Фотогалерея

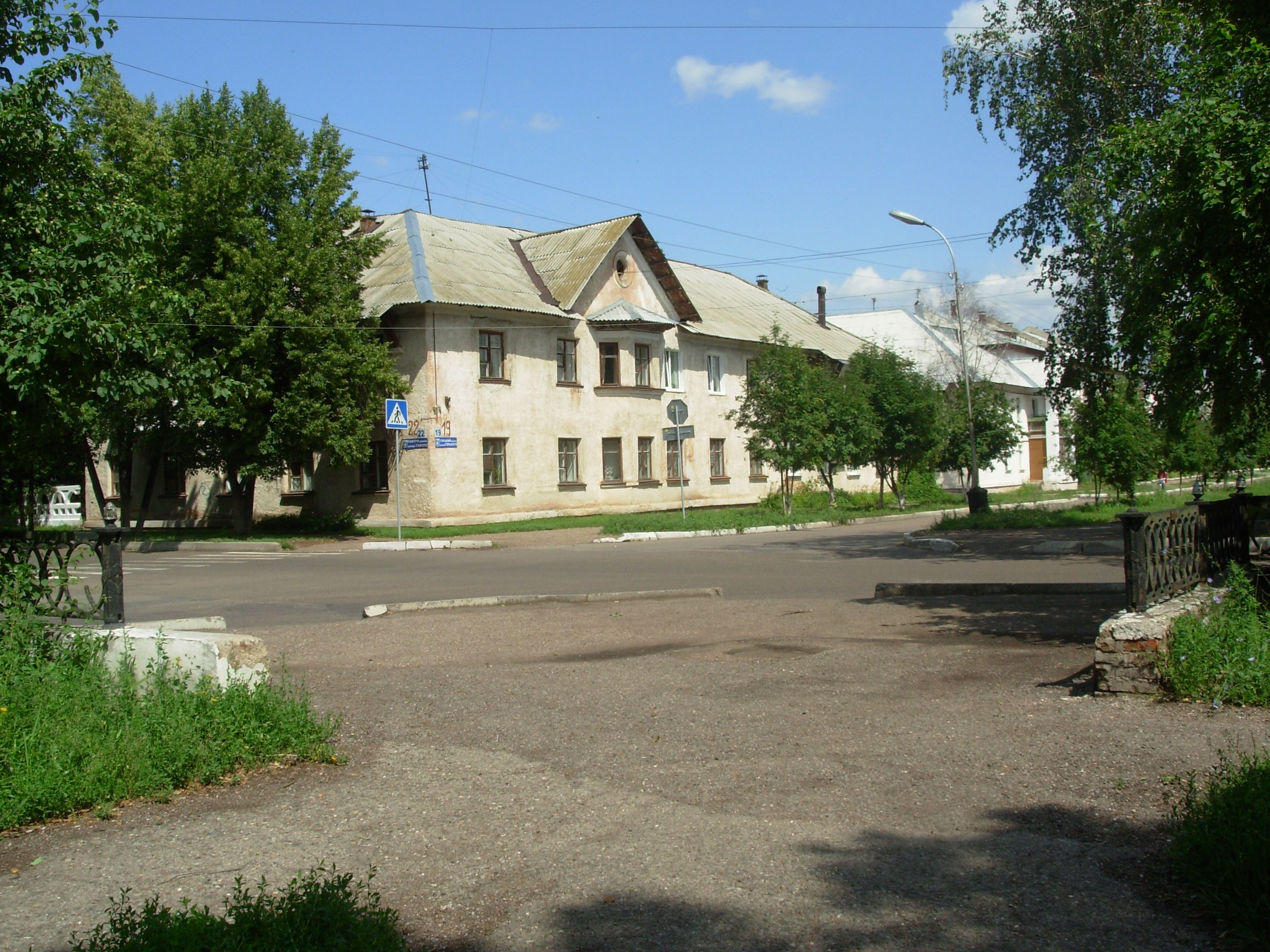
На улице Горького
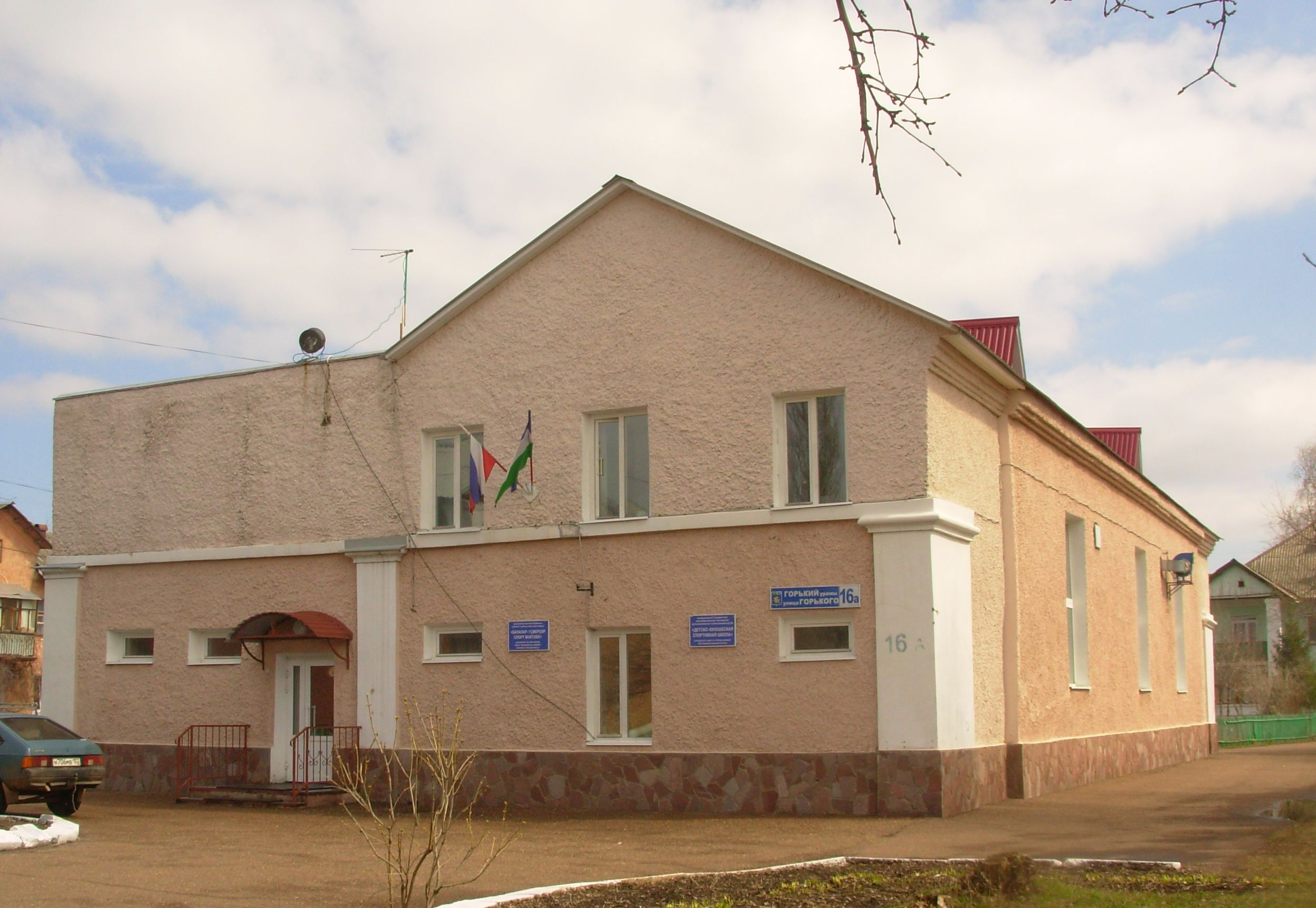
Зал тяжелой атлетики на улице Горького
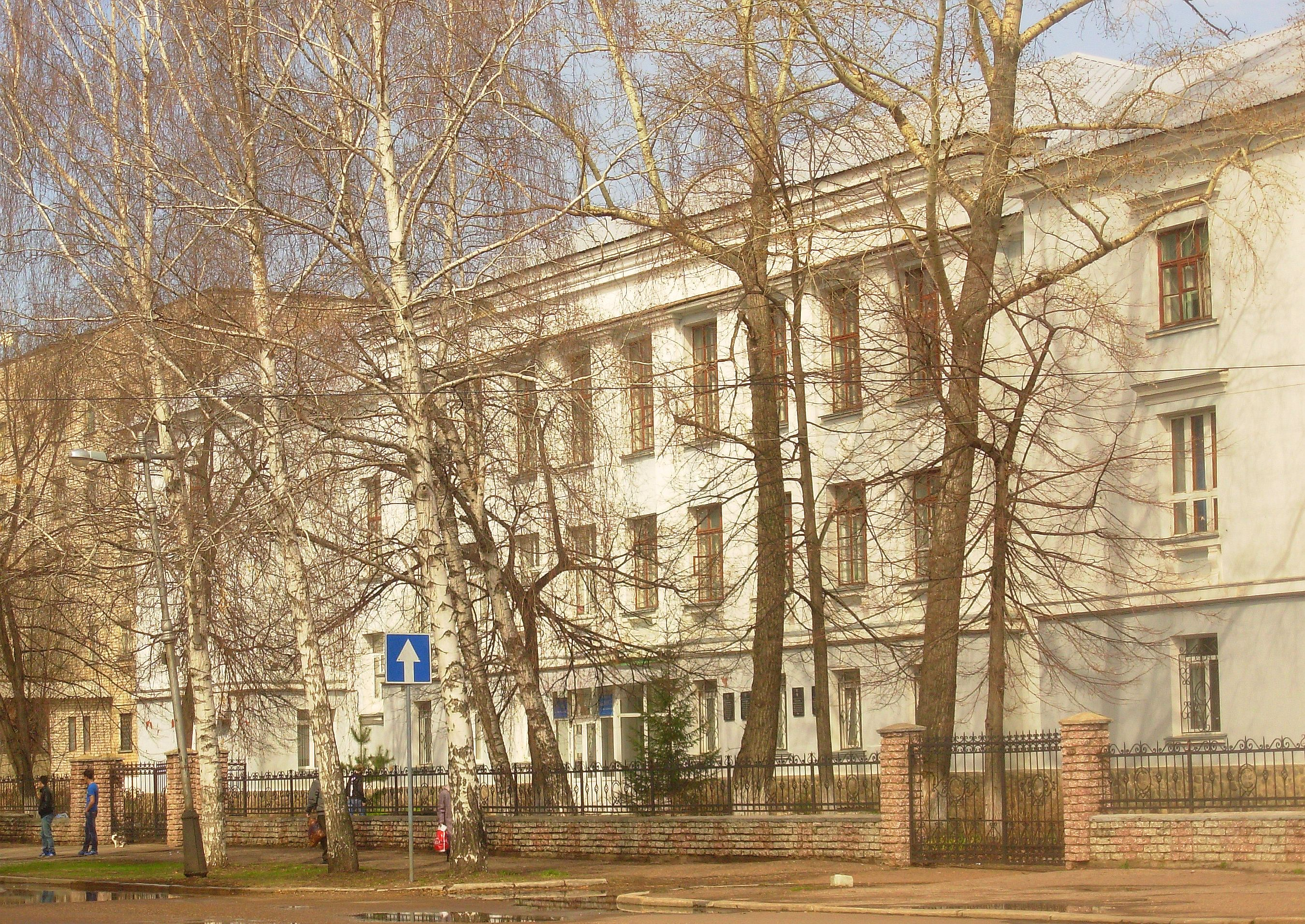
Салаватский колледж №19 на ул. Горького